# The Reunion
The Reunion es una película de acción del 2011 dirigida por Michael Pavone. La película es protagonizada por John Cena, Ethan Embry, Michael Rispoli, Boyd Holbrook y Amy Smart. La película fue estrenada el 21 de octubre de 2011.

## Premisa
Después de la muerte de su padre, Nina se encarga de cumplir su último deseo, juntar a sus tres hermanos. Sam, un policía suspendido, Leo, un agente de finanzas prepotente, y Douglas un apuesto ladrón de 20 años de edad recién salido de la cárcel. Se unirán para una aventura peligrosa.

## Elenco
- John Cena como Sam Cleary.
- Ethan Embry como Leo Cleary.
- Boyd Holbrook como Douglas Cleary.
- Amy Smart como Nina Cleary.
- Michael Rispoli como Marcus Canton.
- Gregg Henry como Kyle Wills.
- Lela Loren como Theresa Trujillo.
- Jack Conley como Jack Nealon.
- Carmen Serano como Angelina la stríper.

## Producción
WWE Studios produjo la película junto a Samuel Goldwyn Films. La filmación tuvo lugar en Albuquerque, en octubre de 2010.

## DVD
La película fue lanzada en Blu-ray y DVD el 8 de noviembre de 2011.

## Recepción
La película recibió críticas negativas. Rotten Tomatoes le dio a la película un puntaje del 8% basado en 12 críticas, y un promedio de 3.3/10.